# Platinschwarz
Platinschwarz (Pt schwarz), auch als Platinmoor oder Platinmohr bezeichnet, ist ein feines Pulver aus elementarem Platin mit guten heterogenkatalytischen Eigenschaften. Der Name des Platinmohrs ist historisch und wurde wegen seiner schwarzen Farbe gewählt.
Platinschwarz wird oft als dünner Film für massives Platinmetall verwendet, etwa bei Platinelektroden für Anwendungen in der Elektrochemie. Der Beschichtungsprozess der Platin-Elektroden mit einer solchen Schicht von Platinschwarz wird Platinierung von Platin genannt. Das platinierte Platin hat eine katalytisch wirksame Oberfläche, die wesentlich größer als die geometrische Fläche der Elektrode ist. Außerdem herrscht an platinierten Platin-Elektroden gegenüber glattem Platin eine betragsmäßig geringere Überspannung in Bezug auf Wasserstoff und Sauerstoff.
Platinschwarz wird als Katalysator in Brennstoffzellen verwendet. Dazu wird Platinschwarz entweder gespritzt oder heiß auf die Membran oder Gasdiffusionsschicht gepresst. Eine Suspension von Platinmohr und Kohlenstoffpulver in Ethanol-Wasser-Lösungen dient dazu, die Gleichmäßigkeit der Beschichtung, die elektrische Leitfähigkeit und im Falle der Auftragung auf die Membran die Austrocknung der Membran während der Auftragung zu vermeiden.

## Herstellung
Platinschwarz-Pulver wird aus Ammonium-Chloroplatinat durch Erhitzen auf 500 °C in geschmolzenem Natriumnitrat für 30 Minuten, dem Abschrecken der Schmelze in Wasser, anschließendem Kochen, Waschen und abschließender Reduktion des entstehenden braunen Pulvers, vermutlich Platindioxid, mit Wasserstoff zu Platinschwarz hergestellt. Auch die Synthese durch Reduktion von Platinchloridlösung mit Formaldehyd und Natronlauge ist möglich, wobei über Phosphor(V)-oxid ausgewaschen und der Niederschlag vakuumgetrocknet werden sollte.

## Platinierung von Platinmetall
Durch das Platinieren von Elektroden wird deren Oberfläche vergrößert. Dadurch sind etwa für eine Präzisionsmessung des ohmschen Widerstands eines Elektrolyten die Voraussetzungen geschaffen, da eine Erhöhung der Doppelschichtkapazität mit der Vergrößerung der Elektrodenoberfläche einhergeht. So werden Kapazitätseffekte bei Messung mit Wechselspannung vermindert. Vor dem Platinieren wird die Platin-Oberfläche durch Eintauchen in Königswasser gereinigt. Die Platinierung erfolgt durch elektrochemische Reduktion von Hexachloridoplatinsäure in wässriger Lösung und etwas Blei(II)-acetat bei einer Stromdichte von etwa 30 mA/cm2 für bis zu 10 Minuten. Beim Prozess entwickelt sich Chlor an der Anode. Nach der Platinierung wird die Elektrode gespült und in destilliertem Wasser gelagert. Die Elektrode verliert bei längerer Exposition an Luft ihre katalytischen Eigenschaften. Hamann beschreibt den Platinierungsprozess als

„Niederschlagen von Platin in fein verteilter Form auf einer Metalloberfläche“

Hier wird von 10-prozentiger Hexachloridoplatinsäure und Elektrolyseströmen um 10 mA/cm² ausgegangen. Unter diesen Umständen kann die zu platinierende Elektrode in ihrer Oberfläche bis zum Faktor 1000 vergrößert werden.